# لاري غوت
لاري غوت (بالإنجليزية: Larry Gott)‏ هو عازف قيثارة بريطاني، ولد في 24 يوليو 1957 في مانشستر في المملكة المتحدة.

## وصلات خارجية
- لاري غوت على موقع IMDb (الإنجليزية)
- لاري غوت على موقع ميوزك برينز (الإنجليزية)
- لاري غوت على موقع ديسكوغز (الإنجليزية)